# Carshalton
Carshalton är en ort i Storbritannien.   Den ligger i grevskapet Greater London och riksdelen England, i den södra delen av landet, 16 km söder om huvudstaden London. Carshalton ligger 39 meter över havet och antalet invånare är 45 525.
Terrängen runt Carshalton är platt. Runt Carshalton är det mycket tätbefolkat, med 4 188 invånare per kvadratkilometer. Närmaste större samhälle är City of London, 16,9 km norr om Carshalton. Runt Carshalton är det i huvudsak tätbebyggt.